# Sidney Pullen
Sidney McKinley Pullen ou simplesmente Sidney Pullen, (Southampton, 14 de julho de 1895 — Rio de Janeiro,  1 de agosto de 1950)[carece de fontes?] foi um futebolista do Reino Unido, que atuava como meio-campista. Foi o primeiro estrangeiro a vestir a camisa da Seleção Brasileira de Futebol, durante o Campeonato Sul-Americano de Futebol de 1916, primeira edição da competição e precursora da Copa América.

## Carreira
Filho de pai inglês e mãe brasileira, Sidney Pullen nasceu no Brasil, quando seu pai, Charles Gordon Pullen, teve que ser transferido pela empresa onde trabalhava, para a cidade do Rio de Janeiro.
Com apenas 15 anos de idade, atuou pelo Paissandu, de 1910 a 1914. Depois, com a extinção do futebol na equipe do Paissandu, ele e seu pai, Charles Gordon Pullen, foram para o Flamengo, onde Sidney ficou de 1915 a 1925, quando encerrou a carreira. Sidney Pullen também teve uma passagem pelo Fluminense, porém, não há registros do período em que atuou pelo Tricolor.
Foi convocado pelo exército inglês em 1916, para atuar na Primeira Guerra Mundial e teve que se afastar do Flamengo até voltar da guerra, em 1917.

## Sul-Americano de Futebol de 1916
O Brasil até teve boa participação, ao empatar com a Argentina e com o Chile, em 1–1, perdendo para o Uruguai, por 2–1, em partida polêmica.
De acordo com o regulamento na época, não se poderia fazer substituições, porém um acordo de cavalheiros, estabelecido pelos capitães das equipes, teria estabelecido que substituições poderiam ser realizadas. O zagueiro brasileiro Orlando se contundiu e seria substituído, mas o capitão uruguaio, Jorge Germán Pacheco, não concordou com a alteração e o Brasil teve que prosseguir com 10 jogadores.
O Brasil vencia por 1–0, com uma atuação magnífica de Arthur Friedenreich. Sem um jogador, a Seleção Brasileira acabou não resistindo e perdendo por 2–1. O Uruguai ficou com o título.
A partida entre Argentina e Chile ia ser cancelada por falta de árbitro, mas as duas equipes concordaram que Sidney Pullen fosse o árbitro. A partida terminou com o placar de 6–1 para a Argentina.

## Títulos
Flamengo
- Campeonato Carioca: 1915, 1920, 1921 e 1925
- Troféu Artístico: 1916
- Taça Tricentenário de Belém: 1916
- Taça Madame Gaby Coelho Neto: 1916
- Troféu Asilo do Bom Pastor: 1916
- Taça Sport Club Juiz de Fora: 1917
- Torneio Triangular do Rio de Janeiro (Troféu América Fabril): 1919, 1922 e 1923
- Torneio Início do Campeonato Carioca: 1920 e 1922
- Taça Sport Club Mackenzie: 1920
- Taça Ypiranga: 1921
- Troféu Petropolitano: 1923

Paissandu
- Campeonato Carioca: 1912